# Erik Løchen
Erik Løchen, född 22 maj 1924 i Kristiania, död 11 januari 1983, var en norsk filmregissör och jazzmusiker. Løchen är mest ihågkommen för sina två långfilmer, Jakten från 1959 och Motforestilling från 1972.

## Liv och verk
Erik Løchen började som regiassistent innan han 1950 grundade bolaget ABC-Film tillsammans med bland andra Erik Borge, Jan-Erik Düring och Tore Breda Thoresen. Samma år debuterade han som regissör med kortfilmen Borgere av i morgen. Løchen långfilmsdebuterade 1959 med Jakten, ett våldsamt triangeldrama i de norska fjällen, med ett avskalat berättande inspirerat av Bertolt Brecht och ett utstuderat bilduttryck som saknade motstycke inom norsk film. Jakten valdes ut till huvudtävlan vid Filmfestivalen i Cannes 1960 där den vann ett pris för sitt ljudarbete. Løchen fortsatte göra kortfilmer men gjorde inte en ny långfilm förrän Motforestilling från 1972, en metaberättelse om en filminspelning, som blivit känd för regissörens påbud att filmens fem rullar kan visas i flera olika ordningsföljder. Løchen hade därefter tänkt regissera långfilmen Knut Formos siste jakt, men blev på grund av sjukdom tvungen att lämna manuset åt sin kollega Düring. Düring regisserade senare också Løchens manus Fabel.

## Eftermäle
Løchens två egna långfilmer fick närmast legendarisk status i den norska filmvärlden, men gjordes inte tillgängliga på hemvideo förrän i januari 2010, då de gavs ut av Norsk Filminstitutt i nyrestaurerat skick. 2011 utsågs Jakten till tidernas bästa norska film i en omröstning bland kritiker och filmvetare, ordnad av den norska filmtidningen Rushprint. Løchen är morfar till regissören Joachim Trier.

## Filmografi
- Borgere av i morgen (1950) - kortfilm
- Hver kveld kl. 20 (1956) - kortfilm
- Kolonihaver i Oslo (1956) - kortfilm
- Jakten (1959)
- Distriktsutbygging (1962) - kortfilm
- Kunst på arbeidsplassen (1966) - kortfilm
- Motforestilling (1972)
- Knut Formos siste jakt (1973) - enbart manus
- Fabel (1980) - enbart manus
- Søring nordover (1976) - kortfilm
- Barstadvikingane (1976) - kortfilm